# Ziemioryjka
Ziemioryjka (Cryptomys) – rodzaj ssaków z rodziny kretoszczurowatych (Bathyergidae).

## Zasięg występowania
Rodzaj obejmuje gatunki występujące w Afryce Południowej.

## Morfologia
Długość ciała (bez ogona) 100–185 mm, długość ogona 8–27 mm; masa ciała 98–153 g.

## Systematyka
Rodzaj zdefiniował w 1864 roku angielski zoolog John Edward Gray na łamach Proceedings of the Zoological Society of London. Na gatunek typowy Gray wyznaczył (oznaczenie monotypowe) ziemioryjkę hotentocką (C. hottentotus).

### Etymologia
- Cryptomys: gr. κρυπτος kruptos ‘ukryty’; μυς mus, μυος muos ‘mysz’[10].
- Coetomys: gr. κοιτος koitos ‘sen, spoczynek’; μυς mus, μυος muos ‘mysz’[11]. Gatunek typowy: Gray wymienił dwa gatunki – Bathyergus caecutiens Brants, 1827 (= Bathyergus hottentotus Lesson, 1826) i Bathyergus damarensis Ogilby, 1838 – z których typem nomenklatorycznym jest Bathyergus caecutiens Brants, 1827 (= Bathyergus hottentotus Lesson, 1826).
- Typhloryctes: gr. τυφλος tuphlos ‘ślepy’; ορυκτης oruktēs ‘kopacz’, od ορυσσω orussō ‘kopać’[12]. Gatunek typowy: Fitzinger wymienił dwa gatunki – Georychus ochraceo-cinereus Heuglin, 1864 i Typhloryctes coecutiens Fitzinger, 1867[a] (= Bathyergus hottentotus Lesson, 1826) – z których typem nomenklatorycznym jest Bathyergus caecutiens Brants, 1827 (= Bathyergus hottentotus Lesson, 1826).

### Podział systematyczny
Do rodzaju należą następujące współcześnie występujące gatunki: 
- Cryptomys mahali (Roberts, 1913)
- Cryptomys nimrodi (de Winton, 1896)
- Cryptomys hottentotus (Lesson, 1826) – ziemioryjka hotentocka
- Cryptomys natalensis (Roberts, 1913)
- Cryptomys pretoriae (Roberts, 1913)

Opisano również gatunek wymarły z pliocenu dzisiejszej Południowej Afryki:
- Cryptomys broomi Denys, 1998